# Hindenburg (Hohenberg-Krusemark)
Hindenburg ist ein Ortsteil der Gemeinde Hohenberg-Krusemark im Landkreis Stendal, Sachsen-Anhalt.

## Geographie

### Lage

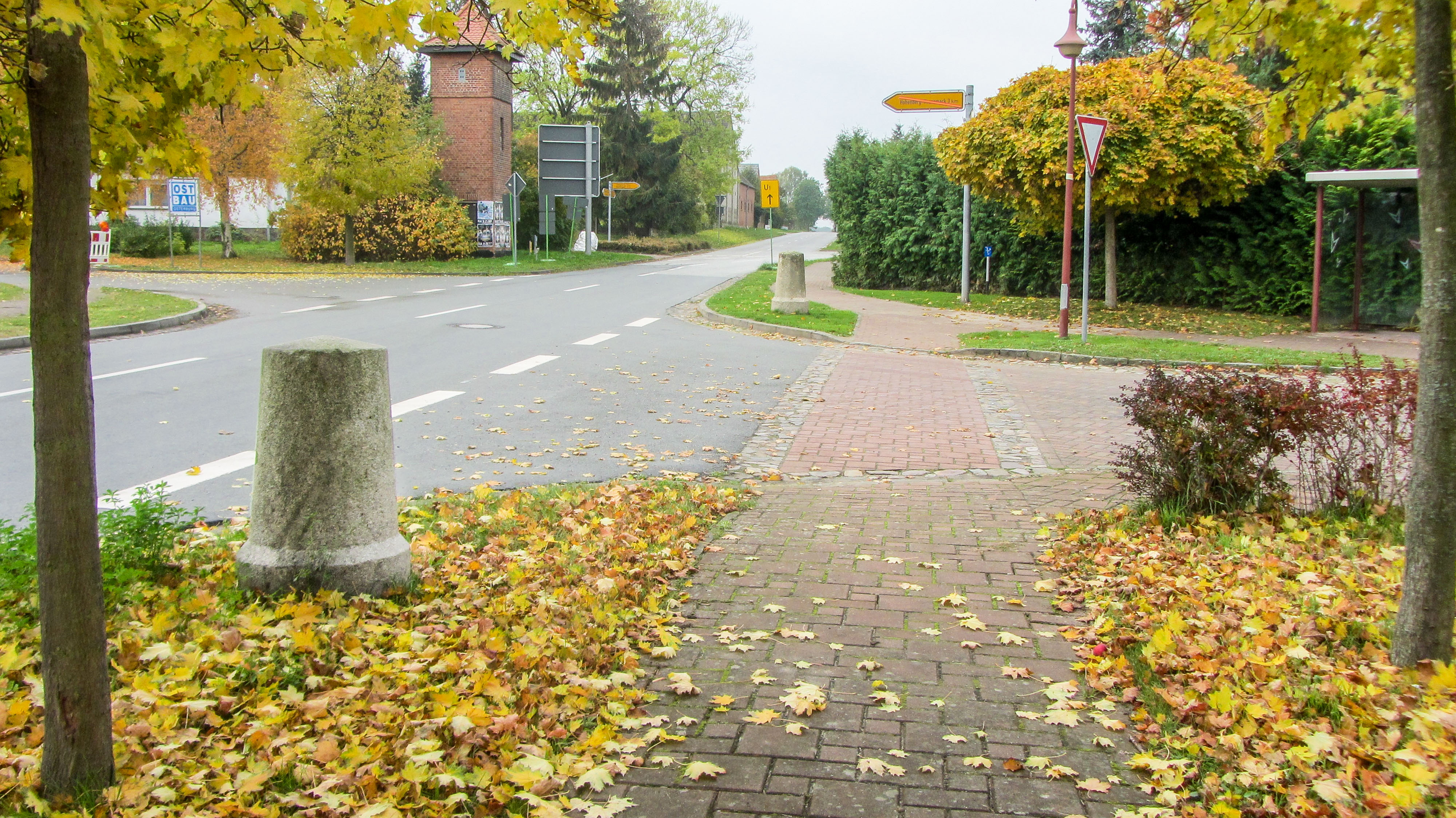
Preußische Rundsockelsteine in Hindenburg

Hindenburg, ein Haufendorf mit Kirche, liegt am Südrand der Wische, etwa 20 km nördlich von Stendal und rund 7 km westlich des Elbufers in der Altmark.
Die Gemarkung Hindenburg, das frühere Gemeindegebiet, ist überwiegend flach und von kleinen Flüssen und Gräben durchzogen, wie dem Seegraben Iden, dem Hufergraben oder dem Balsamgraben.

### Ortsteilgliederung
Zum Ortsteil Hindenburg gehören neben dem Dorf Hindenburg die Wohnplätze Balleierhof und Siedlung. Der Wohnplatz Hörstel lag nördlich des Dorfes direkt an der Straße am Seegraben Iden.
Nachbarorte sind Gethlingen im Westen, der Försterhof und Iden im Nordwesten, Klein Hindenburg im Nordosten, der Wohnplatz „Siedlung“ und Küsel im Osten, Hohenberg-Krusemark im Südosten, sowie Bertkow und Plätz im Südwesten.

## Geschichte

### Mittelalter bis Neuzeit
Im Jahre 1208 wurden die milites Reinherus et Fridericus fratres de Hindenburch als Zeugen in einer in Havelberg ausgestellten Urkunde genannt.
Die erste Erwähnung des Dorfes stammt aus dem Jahre 1267 als villa Hynnenburg, wie Otto Korn im Jahre 1929 mitteilte. 1279 heißt es in villa Hinnenburg. Der Ort wurde 1283 als jhm dorffe Hindenburg in einer Verkaufsurkunde an die Johanniter-Komturei in Werben (Elbe) erwähnt. Weitere Erwähnungen sind 1316 in hinnenburg, 1327 ville Hinenburg, 1687 Hindenburg. Im Jahre 1804 gab es Dorf und Gut Hindenburg mit einer Schmiede, zwei Windmühlen und drei Krügen.
Höchstwahrscheinlich nannte sich eine zwischen 1196 und 1208 auftretende Ministerialenfamilie nach diesem Ort, die spätere Familie von Beneckendorff und von Hindenburg.
Für das Jahr 1436 ist eine Deichordnung für Hindenburg und Umgebung nachgewiesen, die Markgraf Johann von Brandenburg erließ für alle „die to den Dyken gehoren und In der Drenke sitten“. Während des Dreißigjährigen Krieges hatte der Ort schwer unter Einquartierungen und Durchzügen von Truppen zu leiden. Der Ort war früher rund gebaut. Anfang des 19. Jahrhunderts richteten große Brände 1800, 1823 und 1834 in Hindenburg erhebliche Schäden an. So wurde das Dorf verändert wieder aufgebaut. Die frühere Gemeinde war von 1874 bis 1945 Amtssitz für die umliegenden Gemeinden.
Der 725. Jahrestag der Erwähnung des Ortes wurde vom 20. bis zum 22. Juni 2008 mit einem Gemeindefest und großen Festumzug begangen, da der Autor der Ortschronik das Jahr 1283 als Jahr der Ersterwähnung ermittelt hatte.

### Herkunft des Ortsnamens
Hindenburg ist ein alter deutscher Name, der mit dem Personennamen hund zusammenhängt.

### Burg Hindenburg
Es gibt keine sicheren Beweise für die Lage einer namengebenden Burg. Vermutet wird sie im Westteil des Dorfes auf einer nach Nordwesten vorspringenden Anhöhe unmittelbar westlich der Kirche. Wahrscheinlich war es eine ovale Höhenburg von etwa 70 × 90 Meter im Durchmesser mit vorgelegtem Graben. Im 19. Jahrhundert waren Wall und Graben einer Burg noch sichtbar.

### Eingemeindungen
Das Dorf gehörte bis 1807 zum Arneburgischen Kreis der Mark Brandenburg in der Altmark, dann bis 1813 zum Kanton Werben auf dem Territorium des napoleonischen Königreichs Westphalen. Nach weiteren Änderungen kam die Gemeinde zum Kreis Osterburg, dem späteren Landkreis Osterburg.
Am 25. Juli 1952 wurde die Gemeinde Hindenburg aus dem Landkreis Osterburg in den Kreis Osterburg umgegliedert. Am 1. Januar 1973 wurde die Gemeinde Gethlingen nach Hindenburg eingemeindet.
Am 31. Dezember 2008 wurde die Gemeinde Hindenburg in die Gemeinde Hohenberg-Krusemark eingemeindet. Hindenburg und Gethlingen wurden beide Ortsteile von Hohenberg-Krusemark. So kam Hindenburg als Ortsteil zu Hohenberg-Krusemark, genauso wie Klein Hindenburg, das bis 2008 Ortsteil von Hindenburg war.

### Einwohnerentwicklung
| Jahr | Einwohner |
| ---- | --------- |
| 1734 | 299       |
| 1772 | 093       |
| 1790 | 294       |
| 1798 | 330       |
| 1801 | 276       |
| 1818 | 350       |
| 1840 | 370       |
| 1864 | 543       |

| Jahr | Einwohner |
| ---- | --------- |
| 1871 | 558       |
| 1885 | 520       |
| 1895 | 546       |
| 1900 | [00]571   |
| 1905 | 640       |
| 1910 | [00]661   |
| 1925 | 695       |
| 1939 | 601       |

| Jahr | Einwohner |
| ---- | --------- |
| 1946 | 974       |
| 1964 | 636       |
| 1971 | 571       |
| 1981 | 528       |
| 1993 | 443       |
| 2006 | 428       |
| 2014 | [00]352   |
| 2015 | [00]347   |

| Jahr | Einwohner |
| ---- | --------- |
| 2017 | [00]338   |
| 2018 | [00]341   |
| 2020 | [00]341   |
| 2021 | [00]345   |
| 2022 | [0]340    |
| 2023 | [0]337    |

Quelle bis 2006, wenn nicht angegeben:

## Religion
- Die evangelische Kirchengemeinde Hindenburg, gehörte früher zur Pfarrei Hindenburg in der Provinz Sachsen.[21] Die Kirchengemeinde Hindenburg ist seit 1983 Teil des Kirchspiels Walsleben[7] und gehört heute zum Pfarrbereich Königsmark im Kirchenkreis Stendal im Bischofssprengel Magdeburg der Evangelischen Kirche in Mitteldeutschland.[22]
- Die ältesten überlieferten Kirchenbücher für Hindenburg stammen aus dem Jahre 1673.[23]
- Die katholischen Christen gehören zur Pfarrei St. Anna in Stendal im Dekanat Stendal im Bistum Magdeburg.[24]

## Kultur und Sehenswürdigkeiten
- Die evangelische Dorfkirche Hindenburg, eine romanische Feldsteinkirche aus dem 12. Jahrhundert, ist eine der ältesten Kirchen der Altmark.[25]
- Zwei Bauernhäuser im Dorf stehen unter Denkmalschutz.
- In Hindenburg steht ein Denkmal für die Gefallenen des Ersten und Zweiten Weltkrieges, ein Feldsteintorbogen mit Widmungsinschrift.[26]

## Verkehrsanbindung
- Von Hindenburg führen sternförmig fünf Landstraßen unter anderem in die umliegenden Städte Osterburg (Altmark), Arneburg und Werben (Elbe). Etwa zwölf Kilometer westlich von Hindenburg verläuft die Bundesstraße 189. Der nächste Bahnhof an der Bahnstrecke Stendal–Wittenberge befindet sich im sieben Kilometer entfernten Goldbeck.
- Es verkehren Linienbusse und Rufbusse von stendalbus.[27]

## Trivia

### Sage vom Werwolf in Hindenburg
Früher herrschte auch im Norden Deutschlands der Glaube, dass sich manche Menschen in einen Wolf verwandeln könnten. Der Verwandelte wurde Mannwolf oder Werwolf genannt. Jodocus Temme überlieferte 1839 die Sage Der Währwolf in Hindenburg. In Hindenburg besaß ein Mann einen Streifen Leder aus einer Wolfshaut, an der noch Haare waren. Wenn er sich den umband, hatte er riesige Kräfte, so dass er ganz allein ein Fuder Heu zog. Doch er würgte auch das Vieh und fraß Menschen. Seine Frau aber verschonte er. Ihr hatte er einen Zauberspruch beigebracht, den sogenannten Erbwulfereim, durch den er gebannt wurde. Sie schnallte ihm dann den Streifen wieder ab und er war ein vernünftiger Mensch.

### Aberglaube – Doppelsauger
Temme berichtet auch, dass man in der Gegend von Hindenburg stark an Vampire glaubte, die Doppelsauger genannt wurden. Damit die Toten nicht aus dem Grabe wiederkommen, steckte man ihnen ein Stück Geld in den Mund.

## Persönlichkeiten
- Caspar Abel (1676–1763), Historiker und Dichter
- Thomas Macyszyn (* 6. September 1979), Koch, mit einem Stern im Guide Michelin ausgezeichnet